# Colobostema hanstromi
Colobostema hanstromi är en tvåvingeart som beskrevs av Cook 1965. Colobostema hanstromi ingår i släktet Colobostema och familjen dyngmyggor.
Artens utbredningsområde är Lesotho. Inga underarter finns listade i Catalogue of Life.